# Halogénation
 (septembre 2023).
Si vous disposez d'ouvrages ou d'articles de référence ou si vous connaissez des sites web de qualité traitant du thème abordé ici, merci de compléter l'article en donnant les références utiles à sa vérifiabilité et en les liant à la section « Notes et références ».
L'halogénation est une réaction chimique qui permet d'introduire un ou plusieurs atomes d'halogène dans une molécule. En fonction de l'élément impliqué, on parle de fluoration, chloration, bromation ou d'iodation. Les halogènes ayant des propriétés similaires, ces réactions sont assez semblables.
Il existe plusieurs réactions d'halogénation différentes :
- l'addition radicalaire ;
- la substitution radicalaire ;
- l'halogénation des cétones ;
- l'addition électrophile des halogènes sur les alcènes ou alcynes (dihalogénation et hydrohalogénation) ;
- la substitution électrophile aromatique sur les noyaux aromatiques.

## Dihalogénation
Il s'agit de l'addition d'un dihalogène sur un alcène.
Exemple de la dibromation : le mécanisme de bromation des alcènes peut se décrire comme suit. Les électrons π de la double liaison attaquent un brome rendu électrophile lors de l'approche des réactifs entre eux (le brome étant assez volumineux, il est d'autant plus polarisable), ce qui provoque la rupture de la liaison brome-brome et la formation d'un intermédiaire cationique bromonium accompagné d'un anion bromure.
L'ion ponté est peu stable, en effet le cycle à trois atomes (deux carbones et le brome) possède des angles très faibles et il y a une répulsion électronique importante au niveau des liaisons covalentes. Le brome de l'ion ponté portant la charge positive, il exerce de forts effets inductifs sur les deux carbones du cycle qui deviennent électrophiles.
Au contraire, l'ion bromure (Br−) est nucléophile (car chargé négativement). Il attaque alors l'un des deux carbones et le doublet liant constituant la liaison C-Br, plus faible que la liaison C-C, se replie sur le brome. On obtient ainsi le dibromoalcane, produit final de la réaction. Cette réaction entropiquement défavorable (on diminue le désordre en formant une seule molécule à partir de deux) est enthalpiquement favorable (on forme deux liaisons C-Br aux dépens d'une liaison π C=C).
Ce mécanisme d'addition sur un alcène est donc anti (l'ion bromure va obligatoirement attaquer du côté opposé au pont bromonium, à cause de l'encombrement stérique).
La réaction est stéréospécifique anti (elle est donc également stéréosélective).
La première étape est cinétiquement déterminante.
Dans le cas du chlore, on a aussi une addition mais qui ne passe pas par un pont chloronium. Dans ce cas, on n'a donc aucune stéréosélectivité.
Cette réaction ne peut se produire avec le diiode (thermodynamiquement impossible), ni avec le difluor (réaction trop violente).

## Hydrohalogénation
Il s'agit cette fois-ci de l'addition d'un halogénure d'hydrogène (H-X).
L'halogène étant plus électronégatif que l'hydrogène, il va induire sur celui-ci une charge partielle positive, ce qui fait de lui un électrophile, qui va alors s'additionner sur l'alcène (formation d'une liaison C-H), provoquant la rupture du doublet liant partagé entre l'hydrogène et l'halogène qui est récupéré par ce dernier. L'halogénure obtenu s'additionne sur le carbocation formé, donnant ainsi l'halogénoalcane.
Par exemple, l'hydrohalogénation de l'éthène donne du chloroéthane.
La première étape est cinétiquement déterminante.
Si les réactifs de départ sont dissymétriques, il y a régiosélectivité. Le produit majoritaire est celui qui est issu du carbocation qui s'est formé le plus rapidement à la 1re étape, c'est en général le carbocation le plus stable (cf. règle de Markovnikov).

## Halogénation des alcools
En stratégie de synthèse, il est souvent intéressant de substituer un groupe alcool (mauvais groupe partant, car le groupe hydroxyle est une base) par un meilleur groupe partant comme les halogènes. Pour cela, on fait souvent appel à des réactions d'halogénation à l'aide de réactifs inorganiques comme un hydracide (HX), le PCl3, le PCl5, le POCl3 ou le SOCl2. Une alternative est la formation in situ d'un halogénure de phosphore en additionnant l'halogène élémentaire, en général du brome ou de l'iode, à un mélange d'alcool et de phosphore rouge . Une variante est la réaction d'Appel (PPh3, CX4 où X est un halogène).

### Utilisation d'un hydracide
La réaction se déroule suivant ce bilan :
{\displaystyle {\ce {R-OH + HX -> R-X + H2O}}}
Tout d'abord l'alcool subit une activation électrophile par l'hydracide. Puis, se déroule une SN1 ou SN2, en fonction de la classe de l'alcool. En effet, un alcool primaire va subir une SN2, tandis que les alcools secondaires et tertiaires vont subir des SN1. La SN2 étant peu efficace et lente en raison des conditions polaires protiques du réactif.
On utilisait d'ailleurs à une époque l'hydracide HCl pour déterminer la classe d'un alcool grâce au test de Lucas.